# 2009 في نيوزيلندا
فيما يلي قوائم الأحداث التي وقعت خلال عام 2009 في نيوزيلندا.

## رياضة
- 1 يناير – كأس نيوزيلندا 2009 الفائز Wellington Olympic AFC [الإنجليزية]‏.

## أفلام
من الأفلام التي صدرت هذه السنة في نيوزيلندا:
- 13 أغسطس – المقاطعة 9 من إخراج نيل بلومكامب.

### يناير
- 4 يناير – سوني فاي (مواليد 1988) لاعب دوري رغبي نيوزيلندي.

### مارس
- 26 مارس – إيفان وايت (مواليد 1924) لاعب كريكت نيوزلندي.

### أبريل
- 1 أبريل – كيفن بريسكو (مواليد 1936) لاعب رغبي نيوزيلندي.

### يوليو
- 3 يوليو – فرانك ديفين (مواليد 1931)
- 7 يوليو – يان غري (مواليد 1930) لاعب دوري رغبي نيوزيلندي.
- 18 يوليو – غراهام ستانتون (مواليد 1940)
- 20 يوليو – دبليو. إتش ماكليود (مواليد 1932) مؤرخ نيوزيلندي.

### أغسطس
- 18 أغسطس – روفوس روجرز (مواليد 1913) سياسي نيوزيلندي.
- 19 أغسطس – باري رسل جونز (مواليد 1921)
- 29 أغسطس – بوب باركر (مواليد 1934) مُجدّف نيوزيلندي.

### سبتمبر
- 9 سبتمبر – باتريسيا بيرجكويست (مواليد 1933)
- 21 سبتمبر – ريج كينغ (مواليد 1927) لاعب كرة قدم نيوزيلندي.
- 24 سبتمبر – هوارد موريسون (مواليد 1935) مغني نيوزيلندي.

### أكتوبر
- 17 أكتوبر – غوين ناغل (مواليد 1946) لاعبة كركيت نيوزيلندية.

### نوفمبر
- 1 نوفمبر – جون بلاك (مواليد 1910) رسَّامة نيوزيلنديّة.
- 25 نوفمبر – ويليام نورمان (مواليد 1932) لاعب كريكت نيوزلندي.

### ديسمبر
- 3 ديسمبر – برايان هارولد ماسون (مواليد 1917)
- 30 ديسمبر – جاكلين شتورم (مواليد 1927) شاعرة نيوزيلندية.